# Оук Гроув Вилиџ (Мисури)
Оук Гроув Вилиџ (енгл. Oak Grove Village) град је у америчкој савезној држави Мисури.

## Демографија
По попису из 2010. године број становника је 509, што је 127 (33,2%) становника више него 2000. године.
| Група             | 2000.       | 2010.       |
| Белци             | 370 (96,9%) | 485 (95,3%) |
| Афроамериканци    | 0 (0,0%)    | 2 (0,4%)    |
| Азијати           | 2 (0,5%)    | 1 (0,2%)    |
| Хиспаноамериканци | 4 (1,0%)    | 9 (1,8%)    |
| Укупно            | 382         | 509         |